# Jardiner pigallat
El jardiner pigallat (Ailuroedus maculosus) és un ocell de la família dels ptilonorínquids (Ptilonorhynchidae).

## Hàbitat i distribució
Habita els boscos del nord-est de Queensland.

## Taxonomia
Considerat coespecífic d'Ailuroedus melanotis, ha estat ubicat a la seua pròpia espècie arran la revisió d'Irestedt et al. (2015).